# 스틸 하우스 플랜츠
스틸 하우스 플랜츠(영어: Still House Plants)는 런던을 중심으로 활동하는 영국의 아트 록 밴드로, 보컬 제스 히키칼렌백, 드럼 데이비드 케네디, 기타 핀레이 클라크로 구성되어 있다.

## 역사
스틸 하우스 플랜츠의 멤버들은 2013년 글래스고 스쿨 오브 아트에서 처음 만나 이듬해부터 함께 음악을 만들기 시작했다. 처음에는 밴드 이름으로 유어 헤어컷(Your Haircut)이라는 이름을 사용했으나, 뉴욕에서 활동하는 예술가 집단 스틸 하우스 그룹(Still House Group)과 2015년 글래스고 오픈 하우스 페스티벌에의 공연 이름이었던 "싱잉 포 아워 하우스 플랜츠"(Singing for our House Plants)를 합해 스틸 하우스 플랜츠로 이름을 바꾸었다. 밴드의 초기 작품은 글래스고의 실험 음악 레이블인 GLARC에서 발매됐으며, 짧은 기간에 녹음하고 프로듀싱으로 인한 변경이 거의 없었다.
2018년 밴드는 레이블 바이슨과 계약하고, 정규 음반 《Long Play》 (2018)와 《Fast Edit》 (2020)을 발매했다. 이 작품의 사운드는 재즈와 리듬 앤 블루스, 개러지 록의 영감을 받았으며, 더 뉴요커의 젠 펠리는 히키 칼렌백의 거친 목소리, 케네디의 프리 재즈 드럼 연주, 클라크의 "아프고도 깔끔한 톤의 이모" 기타에 주목했다.
2024년, 세 번째 정규 음반 《If I Don't Make It, I Love U》를 발매해 찬사를 받았다. 솔과 재즈의 영향을 받은 포스트 록의 음악으로, 가디언은 히키칼렌백의 보컬을 극찬했다.

## 디스코그래피

### 정규 음반
- 《Assemblages》 (2017)
- 《Long Play》 (2018)
- 《Fast Edit》 (2020)
- 《If I Don't Make It, I Love U》 (2024)

### EP
- 《Still House Plants》 (2016)